# 第19次長期滞在
第19次長期滞在（だい19じちょうきたいざい、Expedition 19）は、国際宇宙ステーションへの19回目の長期滞在である。2009年3月26日07:49EDTにソユーズTMA-14で打ち上げられた。第19次長期滞在は乗組員数が3名の最後の長期滞在であり、第20次長期滞在からは6人に拡充された。乗組員数の変更のため、期間は従来の約半分である3ヶ月に短縮された。
船長はゲンナジー・パダルカが務めた。2009年3月31日、パダルカは運動器具やトイレの共同利用について問題を提起した。パダルカは器具の使用の申請が所有するアメリカ政府に拒絶されたと主張した。現在はロシアとアメリカの乗組員は自身のトイレを用い、共有しないよう通知されている。結果として、ステーションのモラルの低下を招くことになった。

## 乗組員
| 職務                |                                             |
| ------------------- | ------------------------------------------- |
| 船長                | ゲンナジー・パダルカ, RSA （3度目のの飛行） |
| フライトエンジニア1 | マイケル・バラット, NASA （初飛行）         |
| フライトエンジニア2 | 若田光一, JAXA （3度目の飛行）              |

### バックアップ
- ジェフリー・ウィリアムズ　船長、NASA（バラット）
- マクシム・スラエフ　フライトエンジニア、RSA（パダルカ）
- 野口聡一　フライトエンジニア、JAXA（若田）